# Notoraja azurea
Notoraja azurea és una espècie de peix de la família dels raids i de l'ordre dels raïformes.

## Morfologia
- Els mascles poden assolir 64,5 cm de longitud total.[4]

## Hàbitat
És un peix marí, de clima temperat i demersal que viu entre 765-1.440 m de fondària.

## Distribució geogràfica
Es troba a Austràlia.

## Observacions
És inofensiu per als humans.